# Gradenbach
Gradenbach är ett vattendrag i Österrike.   Det ligger i förbundslandet Kärnten, i den centrala delen av landet, 300 km sydväst om huvudstaden Wien.
I omgivningarna runt Gradenbach växer i huvudsak blandskog. Runt Gradenbach är det ganska glesbefolkat, med 29 invånare per kvadratkilometer.